# Mesapia peloria
Mesapia peloria is een vlindersoort uit de familie van de Pieridae (witjes), onderfamilie Pierinae.
Mesapia peloria werd in 1853 beschreven door Hewitson.